# Cazillac
Cazillac era una comuna francesa que estaba situada en el departamento de Lot, de la región de Occitania que el 1 de enero de 2019 pasó a formar parte de la comuna nueva de Le Vignon-en-Quercy como comuna delegada.

## Historia
En 1806 absorbe las comunas de Lasvaux y Paunac.
En 1912 esta comuna cedió terrenos para la creación de la comuna de Les Quatre-Routes-du-Lot.

## Demografía
| Gráfica de evolución demográfica de Cazillac entre 1800 y 2016 |
|                                                                |

Los datos demográficos contemplados en este gráfico de la comuna de Cazillac se han cogido de 1800 a 1999 de la página francesa EHESS/Cassini, y los demás datos de la página del INSEE.